# لوك أدامس
لوك أدامس (بالإنجليزية: Luke Adams)‏ (8 مايو 1994 بملبورن في أستراليا - ) هو لاعب كرة قدم نيوزلندي وأسترالي في مركز الدفاع. شارك مع منتخب نيوزيلندا تحت 17 سنة لكرة القدم ومنتخب نيوزيلندا تحت 20 سنة لكرة القدم ومنتخب نيوزيلندا لكرة القدم. أما مع النوادي، فقد لعب مع ديربي كاونتي ونادي ويلينغتون فينيكس ووايتاكيري يونايتد ونادي جنوب ملبورن.

## وصلات خارجية
- لوك أدامس على موقع قاعدة بيانات كرة القدم.إي يو (الإنجليزية)
- لوك أدامس على موقع ناشيونال فوتبول تيمز (الإنجليزية)
- لوك أدامس على موقع Soccerway.com (الإنجليزية)